# Brachaelurus
Genre
Brachaelurus est un genre de requins de la famille des Brachaeluridae.

## Liste des espèces
Selon FishBase (26 fév. 2017) et World Register of Marine Species (26 fév. 2017) :
- Brachaelurus colcloughi Ogilby, 1908
- Brachaelurus waddi (Bloch & Schneider, 1801)